# Scott Walker Sings Songs From His TV Series
Albums de Scott Walker
Scott 3
(1969) Scott 4
(1969)
Scott Walker Sings Songs from his TV Series est un disque du chanteur et compositeur américain Scott Walker sorti en 1969 et produit par le label Philips Records.

## Titres
1. Will You Still Be Mine (composé par Matt Dennis, Thomas Adair, 2:25)
2. I Have Dreamed (composé par Richard Rodgers, Oscar Hammerstein II, 2:37)
3. When the World Was Young (composé par M. Philippe-Gérard, Angele Vannier, Johnny Mercer, 4:01)
4. Who (Will Take My Place) (composé par Charles Aznavour, Herbert Kretzmer, 3:18)
5. If She Walked Into My Life (composé par Jerry Herman, 3:55)
6. The Impossible Dream (composé par Mitch Leigh, Joe Darion, 3:00)
7. The Song Is You (composé par Jerome Kern, Oscar Hammerstein II, 1:45)
8. The Look of Love (composé par Burt Bacharach, Hal David, 2:31)
9. Country Girl (composé par Robert Farnon, 3:07)
10. Someone to Light Up My Life (composé par Vinícius de Moraes, Antônio Carlos Jobim, Gene Lees, 2:12)
11. Only the Young (composé par Richard Ahlert, Marvin Fisher, 3:13)
12. Lost in the Stars (composé par Maxwell Anderson, Kurt Weill)